# 小行星9841
小行星9841（英語：9841）是一颗围绕太阳公转的小行星。1988年10月18日，茲丹卡·瓦弗洛娃在克列特发现了此天体。
这颗小行星的绝对星等为264.5574813356854等。